# Chelsea Zhang
Chelsea T. Zhang (nacida el 4 de noviembre de 1996) es una actriz estadounidense. Interpretó a Rose Wilson en la serie de superhéroes de HBO Max Titanes (2019) y tuvo papeles recurrentes en la serie de Disney Channel Andi Mack (2017-2018) y la serie de Netflix Daybreak (2019). Sus películas incluyen Yo, él y Raquel (2015), Relish (2019) y Love in Taipei (2023).

## Primeros años y educación
Zhang es de Pittsburgh, Pensilvania. Fue clasificatoria de patinaje artístico para los Juegos Olímpicos Juveniles cuando era preadolescente. Asistió a la escuela secundaria superior North Allegheny. Fue aceptada a la edad de 16 años en la Universidad del Sur de California. Se graduó de la Escuela de negocios Marshall con una licenciatura en administración de empresas en 2017.

## Carrera
Zhang hizo su debut en la película de 2012 The Perks of Being a Wallflower. Interpretó el papel de Naomi en la película del 2015 Yo, él y Raquel.
De 2017 a 2018, Zhang interpretó el papel recurrente de Brittany, la jefa de Bex Mack (Lilan Bowden) en The Fringe, en las temporadas 1 y 2 de la serie de Disney Channel Andi Mack.
Zhang interpretó el papel de Sawyer en el largometraje independiente Relish de 2018, que se presentó en varios festivales de cine internacionales, incluido el Festival Internacional de Cine de Burbank de 2019, donde Zhang recibió varias nominaciones y premios a mejor actriz de reparto y mejor reparto.
En marzo de 2019, se anunció que Zhang interpretaría a Rose Wilson en la primera versión de acción en vivo del personaje en la segunda temporada de la serie Titanes de DC Universe. También interpretó a KJ en la adaptación de Netflix de 2019 de Daybreak.
En noviembre de 2021, se anunció que Zhang interpretaría a Sophie en la adaptación cinematográfica de Loveboat, Taipei de Abigail Hing Wen.

## Filmografía

### Películas
| Año  | Título                          | Papel            | Notas |
| ---- | ------------------------------- | ---------------- | ----- |
| 2012 | The Perks of Being a Wallflower | Shakespeare girl |       |
| 2015 | Yo, él y Raquel                 | Naomi            |       |
| 2018 | Relish                          | Sawyer           |       |
| 2023 | Love in Taipei                  | Sophie           |       |

### Televisión
| Año       | Título                     | Papel                                  | Notas                                    |
| --------- | -------------------------- | -------------------------------------- | ---------------------------------------- |
| 2015      | Chasing Life               | Shelby                                 | Episodio: "April Just Wants to Have Fun" |
| 2015      | Scream Queens              | Chica de hermandad de mujeres japonesa | Episodio: "Ghost Stories"                |
| 2016      | The Cheerleader Murders    | Stacy                                  | Película de televisión                   |
| 2017      | The Rachels                | Gina                                   | Película de televisión                   |
| 2017–2018 | Andi Mack                  | Brittany                               | Recurrente (temporadas 1–2)              |
| 2018      | The Perfect Mother         | Helen                                  | Película de televisión                   |
| 2019      | Daybreak                   | KJ                                     | Recurrente                               |
| 2019      | Titanes                    | Rose Wilson                            | Protagonista (temporada 2)               |
| 2020      | Love in the Time of Corona | Kaia                                   | Recurrente                               |